# Vanden Plas Princess 4 Litre Limousine
Der Vanden Plas Princess 4 Litre Limousine ist eine viertürige Pullman-Limousine der British Motor Corporation (BMC), die diese 1960 als Nachfolger des Austin-Modells Princess IV herausbrachte. Der Wagen kam vor allem im Mietwagengeschäft zum Einsatz und wurde vielfach als Transportfahrzeug bei Familienfeiern wie Hochzeiten und Bestattungen genutzt.

## Modellbeschreibung
Vom Vorgängermodell übernahm der Wagen auch die Karosserie ohne wesentliche stilistische Änderungen. Jedoch wurden Radstand und Fahrzeuglänge deutlich vergrößert. Der Sechszylinder-Reihenmotor mit 3993 cm³ Hubraum stammte ebenfalls vom Vorgänger, seine Leistung war mit nur noch 120 bhp (88 kW) jedoch deutlich geringer. Dementsprechend waren die Fahrleistungen mit einer Höchstgeschwindigkeit von 139 km/h auch bescheidener. Der Benzinverbrauch lag bei 22,7 l / 100 km. 1962 betrug der Preis für eine Vanden-Plas-Limousine mit Standardaufbau 3.473 £.

## Einordnung

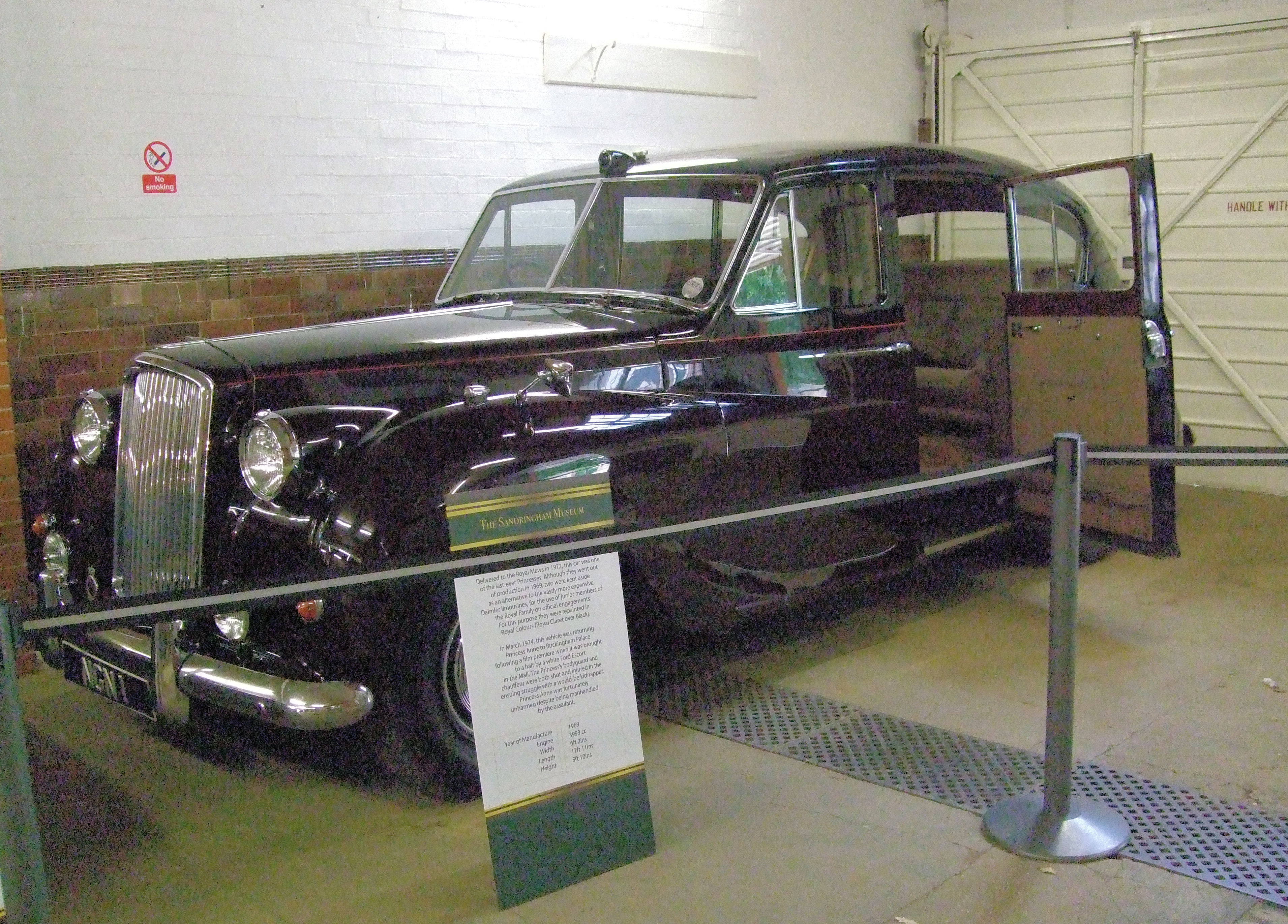
Princess 4 Litre des Königshauses

In Großbritannien gab es in den 1960er-Jahren neben der Vanden Plas Princess 4 Litre Limousine mit dem Rolls-Royce Phantom V und dem  Daimler DR450, der von der seinerzeit noch unabhängigen Jaguar-Gruppe kam, noch zwei weitere serienmäßig hergestellte Langlimousinen. Die Vanden Plas Limousine bediente den gleichen Markt wie der jüngere und leistungsstärkere Daimler DR450; beide Autos wurden für annähernd den gleichen Preis verkauft (3.500 £ für den Daimler). Einige Jahre lang konkurrierten der Vanden Plas und der Daimler miteinander. Das Nebeneinander beider Modelle endete erst, als Daimlers Mutterkonzern Jaguar seine Unabhängigkeit verlor. Nachdem Jaguar und Daimler zu Beginn des Jahres 1967 in den BMC-Konzern integriert worden waren, hatte BMC zwei völlig unterschiedliche Limousinen im Programm, die im gleichen Marktsegment positioniert waren. Im Sommer 1968 beendete BMC daraufhin die Produktion sowohl des Daimler DR450 als auch die der Vanden-Plas-Limousine. BMC ersetzte beide durch den neu entwickelten Daimler DS420, der ungeachtet seines Markennamens vollständig auf (älterer) Jaguar-Technik beruhte.

## Königliches Automobil
Einige Fahrzeuge wurden auch an die britische Königsfamilie geliefert, so auch das letzte gebaute Exemplar aus dem Jahr 1968. Bei Produktionsende vorsorglich wurden zwei Exemplare zur Seite gelegt, die schließlich als Limousinen für Mitglieder des Königshauses genutzt wurden.